# 11664 Kashiwagi
11664 Kashiwagi (1997 GX24) là một tiểu hành tinh vành đai chính được phát hiện ngày 4 tháng 4 năm 1997 bởi K. Endate và K. Watanabe ở Kitami.